# Glazování ryb
Glazování ryb je technologický proces, který ochraňuje mrazené rybí maso před vysušením a oxidací. Správné glazování by nemělo zvýšit hmotnost výrobku o více než 5 procent. Rybí maso se zkropí tenkou vrstvou vody, která po zmrznutí vytvoří ochrannou glazuru. Jestliže je přidané vody do 5 % hmotnosti výrobku, nemusí se toto v jeho složení uvádět.
V Česku se v poslední době tato technologie v hojné míře zneužívá k nastavování masa vodou, a tím pádem k šizení výrobku. Kombinací tzv. „glazování“ a „křehčení“ tak některé zamrazené ryby obsahují i více než 50 % vody. K takovému zpracování se používají polyfosfáty, které vážou v rybím mase vodu. Podle časopisu dTest se v Česku objevily i mražené ryby, které obsahovaly nadlimitní množství polyfosfátů.